# Roger Pieters (auteur)
Roger Pieters (Halle, 14 oktober 1922 – Middelkerke, 1992) was een Belgisch schooldirecteur, musicus (dirigent en componist) en schrijver (romans, toneelstukken, verhalen).

## Levensloop
Roger Pieters was een zoon van de Oostendenaars Michaël Pieters (1896-1981) en Angela Seurinck (°1897). De vader was rijkswachter. Kort na de geboorte van Roger werd de vader overgeplaatst naar Veurne en in 1928 naar Nieuwpoort. Roger studeerde aan de rijksnormaalschool in Blankenberge, werd onderwijzer in Nieuwpoort, later directeur van de rijksbasisschool in Nieuwpoort. Hij trouwde met Juliana Bouve.
Zijn eerste belangstelling ging uit naar de muziek. Hij was actief als jazzmuzikant, trad op als dirigent en componeerde stukken voor beiaard, harmonie en dansorkest.
In 1957 debuteerde hij in de literatuur met een paar verhalen in het tijdschrift Pan. Oostvlaams Bulletin voor Letteren en Kunst: Koningin van het Licht en Alleen op de Brug.
Jooris Van Hulle schreef: ‘Wat hem als schrijver intrigeert, is het ontwarren van de problemen die hem en zijn medemensen bezighouden. Dat heeft als schaduwzijde dat bij de lectuur de voorspelbaarheid vaak groot wordt. Toch blijft Pieters boeien, vooral dan door de vlotte en levendige stijl en door de innerlijke spanningskracht die in zijn verhalen steekt.
Naast verhalend proza schreef Pieters tal van toneelstukken, veelal volkse kluchten. Zelf vond hij dat hij – meer nog dan met zijn romans en verhalen – hiermee direct contact kreeg met zijn publiek. Een topper in zijn toneeloeuvre was De mirakelmakers, met meer dan 1000 opvoeringen. De personages – typische volksfiguren als de waard, de veldwachter, de meester, de koster, de kwezel – waren direct herkenbaar. Ook Marche funèbre voor Kamiel kreeg waardering met honderden opvoeringen.

## Publicaties
Roger Pieters schreef meer dan 100 kortverhalen, 15 romans, 40 theaterstukken en componeerde 17 muziekstukken, waaronder:
- De man met het halve aangezicht, verhaal, in: De Vlaamse Gids Em. Jacqmainlaan, 119 Brussel, 1959.
- Stilte, novelle, Brugge, Willemfonds, 1959.
- Traliën trekkend, verhaal, Utrecht/Antwerpen, Bruna, 1961. (In 1990 opgenomen in De beste Vlaamse oorlogsverhalen,  samengesteld door Dirk Christiaens, Uitgeverij Manteau.)
- Een doodgewoon mens, en andere verhalen, Brugge, Johan Sonneville/Willemsfonds, 1968. Bevat: Een doodgewoon mens; De betogers; De laarzen; Zomer; Hélène; De muizen; Een konijn in het licht; De verveling; Over tijd en ruimte; Oorlog over het duin; Geen drama’s voor negentienjarigen.
- De truc met het touw, roman, Leuven, De Clauwaert, 1971.
- Zeemeerminnen zijn ondankbaar, novelle, Leuven, De Clauwaert, 1972.
- Het proces, hoorspel, 1972.
- Een hond in de wijde wereld schoppen, novelle, Antwerpen, Uitgeverij Walter Soethoudt, 1973.
- Uit een naam treden, roman, Antwerpen, Uitgeverij Walter Soethoudt, 1973.
- Triomf van de ambtenaar, verhaal, uit de bundel Kort lang – lang kort, Antwerpen, Uitgeverij Walter Soethoudt, 1974.
- Een kleine nachtmuziek, thriller, Leuven, De Clauwaert, 1975.
- Het lot breekt niemand, roman, Antwerpen: Uitgeverij Walter Soethoudt, 1975.
- Stof of Chopin en de stofzuiger, toneel, Antwerpen, Auteursbureau ALMO, 1975.
- Een oorlog eindigt nooit, oorlogsroman, Leuven, Davidsfonds, 1976.
- Marche funèbre voor Kamiel, volkse klucht, Antwerpen, Auteursbureau ALMO, 1976.
- De mirakelmakers, volkse klucht, Antwerpen, Auteursbureau ALMO, 1977.
- Ondanks Alexander, roman, Antwerpen: Uitgeverij Walter Soethoudt, 1977.
- De muis, thriller, Leuven, De Clauwaert, 1977.
- Kamiel Top. In Germanië zonder kruis, VWS-cahiers nr.73, 1978.
- De andere Adolf, thriller, Leuven, De Clauwaert, 1978.
- De heldenmakers, volkse klucht, Antwerpen, Auteursbureau ALMO, 1979.
- Wij, Heksen, roman, Leuven, Davidsfonds, 1980.
- Els aan Wilfried, roman, Ertvelde, Uitgeverij E. Van Hyfte, 1980.
- De ziekte van Valsky, klucht, Antwerpen, Auteursbureau ALMO, 1980.
- Kerstnacht op een vismarkt, volks spel, Antwerpen, Auteursbureau, 1981.
- ’t Eeuwig leven, Amen, klucht, Antwerpen, Auteursbureau ALMO, 1981.
- De zoete dood van Peetje Amedee, volks spel, Antwerpen, Auteursbureau ALMO, 1981.
- Herman Van Snick, In burger verkleed, VWS-cahier nr. 95, 1982.
- Geen steen op een andere, roman, Leuven, Davidsfonds, 1084.
- Het vrouwtje van hiernaast, blijspel, Antwerpen, Auteursbureau ALMO, 1984.
- Een brouwer in de politiek, volkse klucht, Antwerpen, Auteursbureau ALMO, 1984.
- Herberg “de verloren zielen”, wrange klucht, Antwerpen, Auteursbureau ALMO, 1984.
- Mijn zoon, mijn zoon, volks spel,	Antwerpen, Auteursbureau ALMO, 1984.
- Mensen van goede wil, volks spel, Antwerpen, Auteursbureau ALMO, 1984.
- Omtrent Jeanne, drama, Antwerpen, Auteursbureau ALMO 1985.
- De groene jager, roman, Leuven, Davidsfonds, 1985.

Pieters was ook actief als cursiefjesschrijver. Hij publiceerde er een 50-tal in “Het wekelijks nieuws” onder de titel “van op de wal gezien”.

## Bekroningen
- Provinciale premie van West-Vlaanderen voor de roman De truc met het touw.
- Provinciale premie van West-Vlaanderen voor de novelle  Triomf van een ambtenaar.
- Provinciale premie van West-Vlaanderen voor het toneelstuk Omtrent Jeanne, bewerking van de roman Wij, Heksen.